# Panzergrenadier

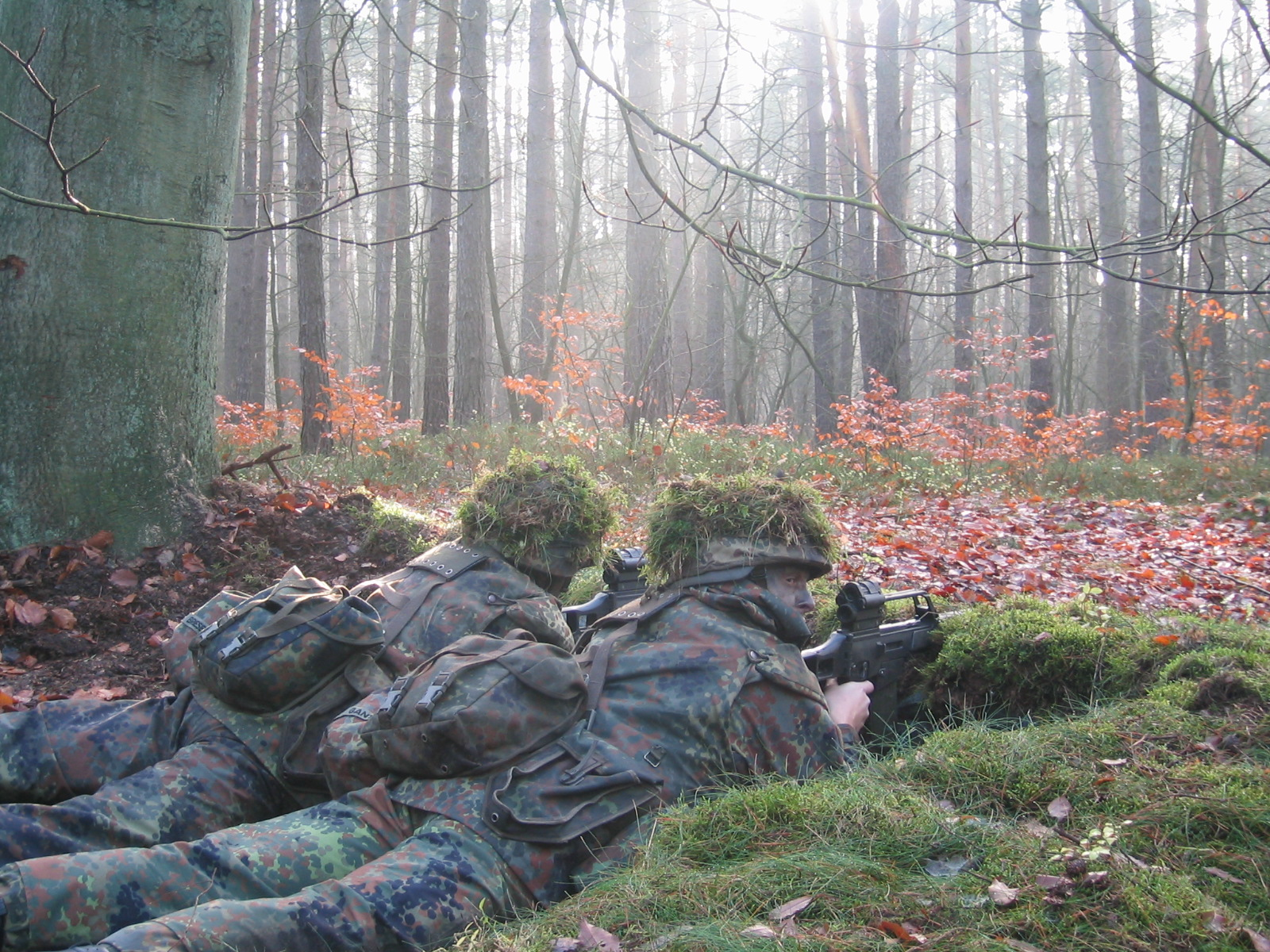
Panzergrenadieri din Bundeswehr în timpul unui exercițiu militar din 2006

Panzergrenadier (abreviat uneori PzGren sau Pzg) este un termen german folosit pentru denumirea trupelor motorizate sau mecanizate. Termenul a fost folosit pentru prima dată în timpul celui de-al Doilea Război Mondial, iar în prezent este folosit de către forțele armate ale Austriei, Germaniei și Elveției.

## Precursori

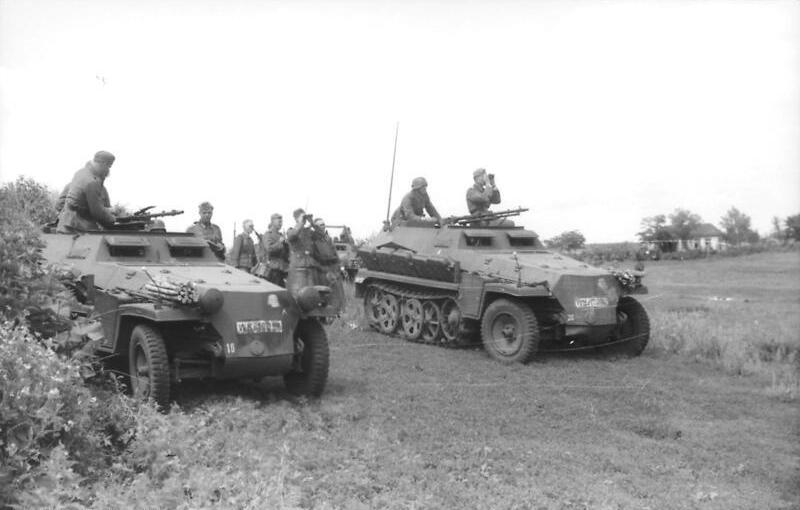
Soldați Panzergrenadier în semișenilate SdKfz 250/2 ale diviziei de elită Großdeutschland, Frontul de Răsărit, 1942

Termenul Panzergrenadier nu a fost folosit până în 1942. Trupele de infanterie din cadrul diviziilor Panzer au fost denumite regimente Schützen începând cu anul 1939 și purtau aceleași însemne militare ca cele ale tanchiștilor (roz). Soldații unităților speciale motorizate aveau însemnele infanteriei (alb). În 1942, trupele de infanterie au fost denumite regimente Grenadier din ordinul lui Hitler, ca un omagiu istoric adus armatei lui Frederic cel Mare. Din același ordin, trupele (și soldații din cadrul lor) Schützen și cele motorizate au fost redenumite regimente Panzergrenadier. Însemnele militare au fost schimbate, fiind acum de culoarea verde deschis, asemănătoare cu cele purtate anterior de trupele de motocicliști ale Wehrmachtului. Multe unități nu au trecut la noile însemne militare până în anul 1943, iar unii veterani ai unităților Schützen au continuat să poarte însemnele tanchiștilor până la sfârșitul războiului, ignorând noul regulament. 
| Tipul de regiment | Culoarea însemnelor |
| ----------------- | ------------------- |
| Infanterie        | Alb                 |
| Panzergrenadier   | Verde               |
| Panzer            | Roz                 |

## Trupele Panzergrenadier din Wehrmacht

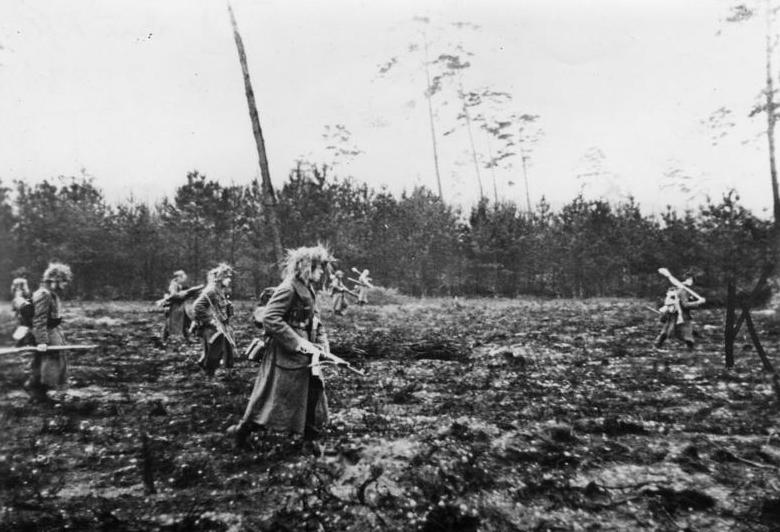
Trupe Panzergrenadier în acțiune lângă Aachen, sfârșitul anului 1944

Termenul Panzergrenadier era folosit atât pentru trupele de infanterie ale diviziilor Panzer, cât și pentru noile divizii Panzergrenadier. Majoritatea acestor divizii PzGren ale armatei germane au evoluat din divizii de infanterie în divizii de infanterie motorizată, apoi în divizii Panzergrenadier. Alte divizii, precum divizia Großdeutschland (Germania Mare), au fost create prin întărirea (augmentarea) batalioanelor și regimentelor de elită. Diviziile Panzergrenadier ale Waffen SS au fost create în mod similar. Câteva divizii Panzergrenadier ale Wehrmachtului și ale Waffen SS au fost transformate în divizii Panzer spre sfârșitul războiului.
Diviziile Panzergrenadier aveau de obicei șase batalioane de infanterie motorizată (camioane) organizate în două sau trei regimente, un batalion de tancuri, precum și trupele auxiliare obișnuite ale unei divizii germane: artilerie, trupe de recunoaștere, pionieri, artilerie antitanc și antiaeriană, transmisiuni etc. Toate trupele auxiliare trebuiau să fie la rândul lor mecanizate, dar adesea erau folosite camioane pentru a tracta piese obișnuite de artilerie, decât variantele autopropulsate ale tunurilor antitanc și antiaeriene. În practică, diviziile Panzergrenadier aveau un batalion de tunuri de asalt grele în locul celui de tancuri, din cauza deficitului de tancuri din armata germană. Câteva unități de elită aveau însă un batalion de tancuri și un batalion de tunuri de asalt (în locul tunurilor antitanc tractate de camioane), precum și transportoare blindate în unele batalioane de infanterie. 
Teoretic, o divizie Panzergrenadier avea cu un batalion de tancuri mai puțin decât o divizie Panzer, însă avea două batalioane de infanterie în plus. Astfel, divizia era avantajată în defensivă, dar era dezavantajată în operațiunile ofensive. Din cele 226 de batalioane Panzergrenadier ale Wehrmachtului, Waffen SS și forțelor Luftwaffe din septembrie 1943, doar 26 erau echipate cu transportoare blindate (semișenilate 250 și 251), adică puțin peste 11%. Restul erau dotate cu camioane.

## Trupele Panzergrenadier din Bundeswehr

### Misiuni și concept
În cadrul Bundeswehrului, trupele Panzergrenadier reprezintă infanteria mecanizată sau escorta tancurilor și vehiculelor blindate.
În directiva armatei germane HDv 100/100, unitățile Panzergrenadiertruppe și cooperarea lor cu celălalte formațiuni de luptă sunt descrise astfel:
| “ | Zu den Gepanzerten Kampftruppen gehören die Panzertruppe und die Panzergrenadiertruppe. [...] Die Panzergrenadiertruppe eignet sich auf Grund ihrer Beweglichkeit und des Schutzes ihrer gepanzerten Gefechtsfahrzeuge besonders für den schnellen Wechsel zwischen auf- und abgesessener Kampfweise, um die Stoßkraft gepanzerter Truppen sicherzustellen. [...] Das unmittelbare und enge Zusammenwirken von Panzertruppe und Panzergrenadiertruppe ist neben der Zusammenarbeit mit der Kampfunterstützung Voraussetzung für den Erfolg. Ihre Vielseitigkeit und Reaktionsfähigkeit versetzt sie in die Lage, die Initiative zu erringen und zu erhalten und eine Entscheidung herbeizuführen." | ” |

| “ | Forțele militare blindate sunt alcătuite din Panzertruppe și Panzergrenadiertruppe.[...] Din cauza mobilității și protecției oferite de către vehiculele lor blindate de luptă, unitățile Panzergrenadiertruppe sunt potrivite pentru schimbările rapide din trupe motorizate în infanterie obișnuită pentru a păstra impulsul forțelor blindate.[...] Cooperarea directă și strânsă între unitățile Panzertruppe și Panzergrenadiertruppe este, alături de cooperarea dintre trupele auxiliare de sprijin, obligatorie pentru succes. Versatilitatea și puterea lor de reacție le permite să obțină și să mențină inițiativa, hotărând rezultatul bătăliei. | ” |

Potrivit directivei HDv 231/100, luptele trupelor Panzergrenadier sunt caracterizate ca atare:

"Das Gefecht des Bataillons ist gekennzeichnet durch:
- die Verbindung von Feuer und Bewegung,
- den angriffsweisen Stoß im Verbund mit Kampfpanzern,
- den schnellen Wechsel der Kampfweise zwischen auf- und abgesessenem Kampf,
- das enge Zusammenwirken der auf- und abgesessenen Kräfte,
- das vor allem beweglich geführte Gefecht, [...]"

"Luptele batalionului sunt caracterizate prin:
- combinația dintre foc și manevre,
- atacul coordonat cu tancurile principale de luptă,
- schimbări rapide între trupe motorizate și trupe pedestre,
- cooperarea strânsă dintre trupele motorizate și cele pedestre,
- în special războiul mobil, [...]"

### Unitățile Panzergrenadier ale Bundeswehrului
Din cauza procesului de restructurare al Bundeswehrului început în anul 2002, numărul de batalioane Panzergrenadier va fi redus. O brigadă blindată Eingreifkräfte (Forțe de intervenție) va include un batalion Panzergrenadier, în timp ce brigăzile mecanizate ale Stabilisierungskräfte (Forțele de stabilizare) vor avea câte două batalioane Panzergrenadier. Batalioanele PzGren. sunt alcătuite de obicei dintr-o companie de comandă, trei companii de luptă și o companie de instrucție. Armata germană va desfășura opt batalioane Panzergrenadier active:
- Batalioanele Forțelor de Intervenție (Eingreifkräfte):
  - Batalionul Demonstrativ Panzergrenadier 92 (Panzergrenadierlehrbataillon 92, Munster)
  -  Batalionul Panzergrenadier 212 (Panzergrenadierbataillon 212, Augustdorf)
- Batalioanele Forțelor de Stabilizare (Stabilisierungskräfte):
  -  Batalionul Panzergrenadier 112 (Panzergrenadierbataillon 112, Regen)
  -  Batalionul Panzergrenadier 122 (Panzergrenadierbataillon 122, Oberviechtach)
  -  Batalionul Panzergrenadier 371 (Panzergrenadierbataillon 371, Marienberg)
  -  Batalionul Panzergrenadier 391 (Panzergrenadierbataillon 391, Bad Salzungen)
  -  Batalionul Panzergrenadier 401 (Panzergrenadierbataillon 401, Hagenow)
  -  Batalionul Panzergrenadier 411 (Panzergrenadierbataillon 411, Viereck)
- În plus, în 2008 două batalioane Panzergrenadier inactive au fost create:
  - Batalionul Panzergrenadier 908 (Panzergrenadierbataillon 908, Viereck) Batalionul Panzergrenadier 411 fiind unitatea de aprovizionare și mentenanță
  - Batalionul Panzergrenadier 909 (Panzergrenadierbataillon 909, Marienberg) Batalionul Panzergrenadier 371 fiind unitatea de aprovizionare și mentenanță

Instruirea și formarea trupelor Panzergrenadier este făcută de obicei la Ausbildungszentrum Panzertruppen (Centru de Instrucție al Trupelor Blindate) din Munster. Comandantul acestui centru deține gradul de General der Panzertruppen. Unele cursuri esențiale de instrucție (precum cele despre războiul urban și cele despre războiul din zonele împădurite), sunt ținute la Infanterieschule (Școala de Infanterie) din Hammelburg.

## Echipamentul din timpul celui de-al Doilea Război Mondial
Utilizarea transportoarelor blindate semișenilate era foarte rară în cadrul Wehrmachtului. Chiar și divizia de elită Großdeutschland, care avea două regimente Panzergrenadier, nu avea decât câteva companii dotate cu semișenilate (în general, modelul SdKfz 251). Majoritatea soldaților din cadrul unităților Schützen/Panzergrenadier aveau ca mijloc de transport camioanele. 

## Echipamentul din prezent

### Germania

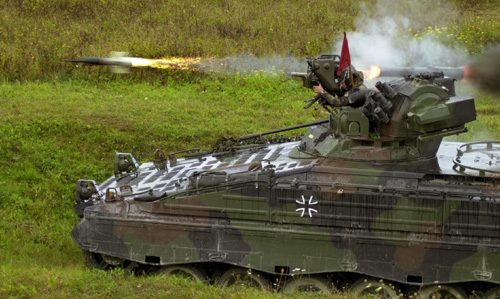
Mașină de luptă a infanteriei Marder care lansează o rachetă antitanc MILAN.

Principalul sistem de arme al formațiunilor de infanterie din armata germană este mașina de luptă a infanteriei Marder. Acesta va fi înlocuită de mașina de luptă a infanteriei Puma începând cu anul 2010.
Soldații folosesc automatul Heckler & Koch G36, arma standard a infanteriei germane. Pentru a combate vehiculele blindate, trupele Panzergrenadier au la dispoziție aruncătorul de grenade Panzerfaust 3 și rachetele antitanc MILAN. Rachetele antitanc dirijate MILAN pot fi folosite de o trupă (șase soldați Panzergrenadier, numărul tipic transportat de un vehicul Marder sau Puma) sau pot fi montate direct pe turela vehiculelor blindate. Rachetele antitanc MILAN vor fi înlocuite de rachetele antitanc dirijate Spike când armata germană va trece la mașinile de luptă ale infanteriei Puma. O trupă din cadrul batalioanelor Panzergrenadier are de obicei la dispoziție o mitralieră MG3.

### Elveția

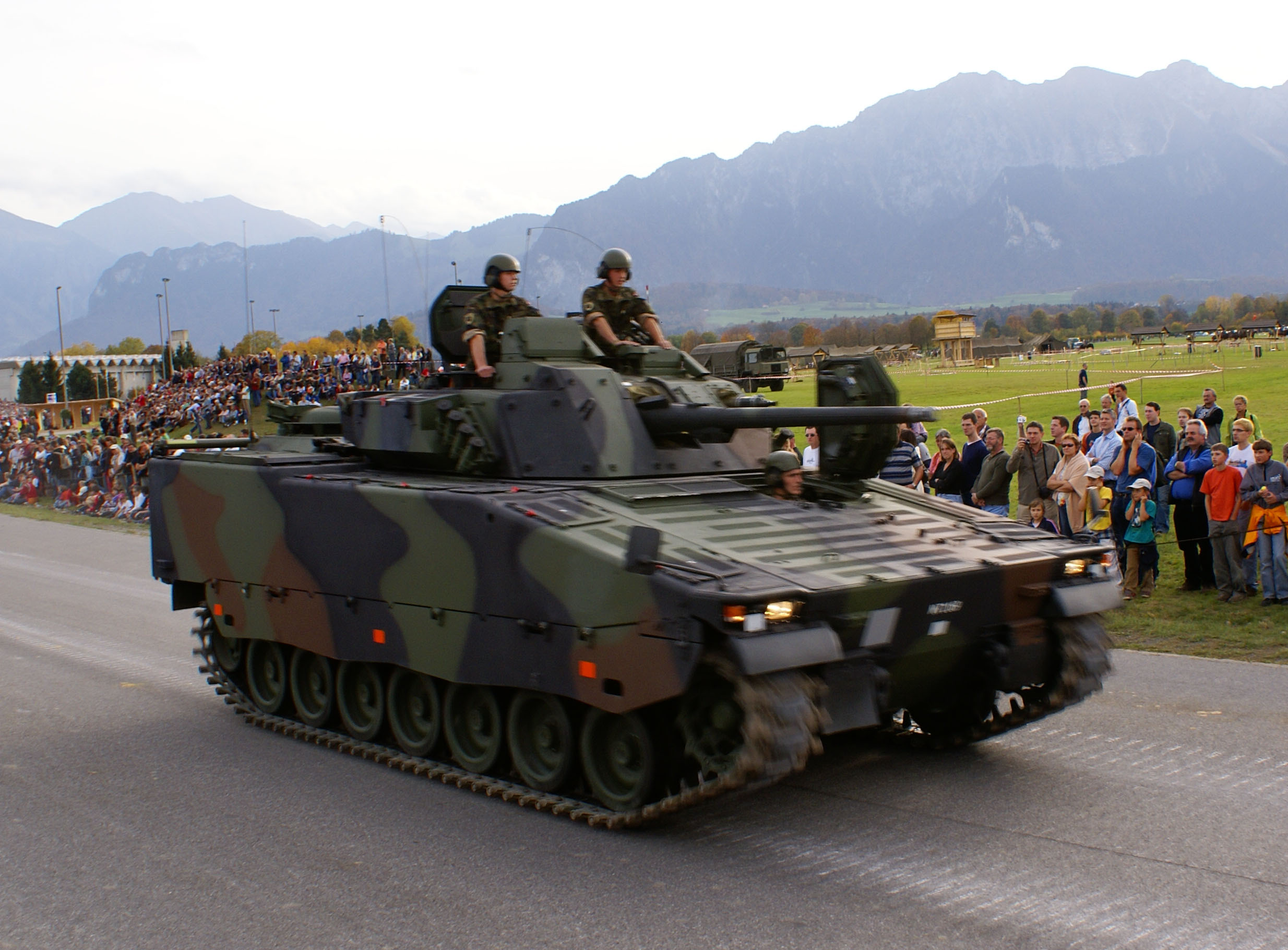
Mașina de luptă a infanteriei SPz2000 (Stridsfordon 90) în timpul unei parade militare din Elveția.

Trupele Panzergrenadier ale forțelor armate elvețiene folosesc din anul 2000 mașina de luptă a infanteriei Stridsfordon 90 (186 de unități). Aceste vehicule blindate au fost cumpărate de la firma BAE Systems Hägglunds, din Suedia. Soldații folosesc arma standard a infanteriei, pistolul-mitralieră SIG SG 550, denumită Sturmgewehr 90  în cadrul armatei elvețiene. Pentru a combate vehiculele blindate, unitățile Panzergrenadier au la dispoziție aruncătorul de grenade Panzerfaust 3 și rachetele antitanc dirijate M47 Dragon.

### Austria
Trupele Panzergrenadier ale armatei austriece folosesc vehiculele blindate ULAN (112 bucăți), Schützenpanzer A1 (261 de exemplare în uz și 106 în rezervă) și Pandur I (71 de exemplare). Armele standard ale soldaților sunt pistolul-mitralieră Steyr AUG, rachetele antitanc dirijate BILL 1 și tunul antitanc fără recul Carl Gustaf de calibrul 84 mm.